# Nick Zedd
Nick Zedd, nome d'arte di James Harding (Takoma Park, 8 maggio 1958 – Città del Messico, 27 febbraio 2022), è stato un regista, attore e artista statunitense che ha svolto gran parte della sua attività nella città di New York. Nel 1985 ha scritto il Manifesto del Cinema della trasgressione coagulando attorno a questa etichetta un movimento di registi che usavano tematiche scioccanti ed umorismo nero. Sotto vari pseudonimi, Zedd ideò e pubblicò la rivista Underground Film Bulletin (1984–90), per la quale scriveva perlopiù sotto lo pseudonimo di Orion Jericho. Nella sua carriera ha collaborato con Richard Kern, Tessa Hughes Freeland, Lung Leg e Lydia Lunch..

## Biografia

### Infanzia e giovinezza
James Harding nasce a Takoma Park, nel Maryland nel 1958 in una normale famiglia conservatrice della classe media americana. I suoi primi anni di vita li trascorre quindi in questa periferia. Nonostante la provenienza conservatrice, il padre di James, che lavorava come classificatore alle poste, rifiutava categoricamente gli inviti di gruppi conservatori come la chiesa metodista o la John Birch Society a censurare e bandire pubblicazioni di natura sovversiva o erotica. A 14 anni scrive la sua prima sceneggiatura ispirata a spettacoli come Dark Shadows ed a film come Mothra. Negli anni successivi si interessa delle culture underground newyorkese, interessandosi a gruppi musicali come i New York Dolls ed al lavoro di Andy Warhol.

### 1976 - 1983: New York, gli studi d'arte ed i primi film
Nel 1976 James Harding si trasferì a New York per iscriversi al Pratt Institute di Brooklyn ed alla Scuola di Arti Visisve di Manhattan. Fin dal primo periodo iniziò a frequentare la scena underground della città, con locali come il CBGB's ed il Max's Kansas City, prendendo parte agli sviluppi della cultura punk della città in cui viveva. La frequentazione delle scuole poi gli diedero la possibilità di utilizzare i mezzi per la realizzazione dei primi film.
Sempre al Pratt Institute, Harding incontrò la sua ragazza e prima collaboratrice Donna Death, con la quale realizzò il film They Eat Scum nel 1979, un film di Zombie. Il film, girato in super 8 mm, è la storia di zombie punk rock che distruggono New York e vide per la prima volta l'uso dello pseudonimo Nick Zedd nei titoli di coda. Il film costò a Zedd circa 2000 dollari, più i soldi che gli furono prestati dalla sua famiglia, che fece anche la parte di una famiglia di Zombie nel film. Il film che venne proiettato per la prima volta al Rafik's O-P Screening Room, uno dei posti culto del cinema sperimentale, vide il tutto esaurito anche grazie al passaparola ed agli annunci sul Soho Weekly News promessi da Zedd. Fra il pubblico vi furono tra gli altri John Waters ed il regista No wave Amos Poe ed il film fu proiettato tutte le sere a mezzanotte nelle settimane successive. Il film fu però mal accolto dalla critica: Amy Taubin del Village Voice lo definì "rivoltante", affermando che "con questo film provo un senso di gap generazionale che non sento con film della Vivienne Dick".
Nel 1980 esce il secondo film di Zedd dal titolo The Bogus Man.
Nel 1983, anche grazie ad un prestito di Donna Death che aveva un ruolo da protagonista, Zedd produsse il film Geek Maggot Bingo, or: The Freaks from Suckweasel mountain, che vedeva nel cast anche Brenda Bergman e Richard Hell. Il film fu presentato nei club newyorkesi ottenendo ottimi risultati di pubblico da circuito underground.

### 1983 - 1989: Lydia Lunch, Richard Kern ed il Manifesto della trasgressione
Nel periodo che precedette la prima proiezione di Geek Maggot Bingo, Zedd si era già lasciato con Donna Death ed aveva iniziato una relazione con Lydia Lunch, una star dell'underground newyorkese già cantante dei Teenage Jesus and the Jerks e attrice per i film di Vivienne Dick, Beth B & Scott B e James Nares. L'irruenza giovanile della Lunch sembrava però poco portata a situazioni stabili, se, come afferma lo stesso Zedd, la giovane Lunch "ovunque andasse, aveva dei ragazzi che la aspettavano dietro le quinte". Durante uno dei tour della Lunch a Londra, Zedd la raggiunse con la sua cinepresa, filmando la permanenza nella città e la loro separazione. Il film che ne scaturì fu The Wild World of Lydia Lunch, in cui usa come voce fuoricampo il crudo messaggio che la Lunch registrò e gli inviò per troncare il rapporto.
Nonostante la sua continua frequentazione della scena, Zedd sentiva una certa distanza dai registi no wave, con una conseguente sensazione di isolamento. Nel 1984, l'incontro con Richard Kern, durante una première di Beth B, cambiò le cose. Nasce così una collaborazione che durerà nel tempo. I due firmano la co-regia di Thrust in Me, e Zedd recitò spesso nei film successivi di Kern ("Woman at the Weel" (1985), "King of Sex" (1986), "Submit to me Now" (1987)).
Sempre nel 1984 inizia a pubblicare la fanzine autoprodotta Underground Film Bulletin, per la quale scrive articoli con lo pseudonimo di Orion Jericho. È su questa rivista che nel 1986 scrive il Manifesto del Cinema della trasgressione, prendendo a prestito l'appellativo di "trasgressivo" affibbiato da Amy Taubin ai suoi film qualche anno prima.

### 1990 - 2009
All'inizio degli anni '90, Zedd ha presentato i suoi film in una tournée assieme a Lisa Crystal Carver dei Suckdog.
Nel 1992 esce per la Hanuman Books la sua prima autobiografia dal titolo Bleed.
Nel 1996 esce la sua seconda autobiografia dal titolo Totem of the Depraved per la Publications.
Sul finire degli anni '90 si è unito alla band di rumorismo sperimentale Zyklon Beatles, pubblicando il singolo 7" "Consume and Die" su Rubric Records nel 2000.

### 2010: Il trasferimento a Città del Messico

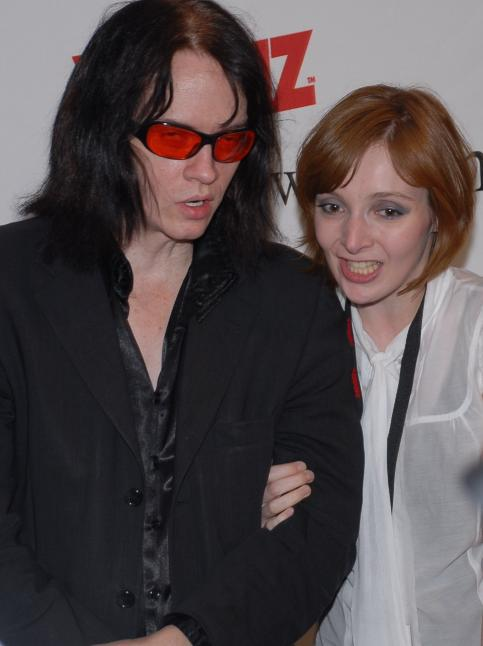
Nick Zedd assieme a Angélique Bosio all'Erotic Film Festival del 2007

Dopo aver esposto dipinti ad olio nel 2010 alle gallerie Ada e Pendu, Zedd ha presentato una grande retrospettiva di film, video e dipinti della Microscope Gallery a Brooklyn.
Nel 2012, ha partecipato a una retrospettiva dei suoi film presso l'ottava salone di Berlin International Directors Lounge e, sempre a Berlino, ha esposto lavori presso il KW Institute for Contemporary Art.
Nel 2013, Zedd ha pubblicato The Extresist Manifesto, un saggio che denuncia l'arte contemporanea e la struttura classista che lo promuove mentre annunciava l'emergere del "movimento artistico estremista" a Città del Messico, cercando di sovvertire gli editti di affermate istituzioni artistiche e ideologie curatoriali. Questo manifesto, pubblicato per la prima volta online, poi autopubblicato nella rivista Hatred of Capitalism di Città del Messico (in inglese e spagnolo) è stato ristampato un anno dopo dal Museo Universitario del Chopo, insieme a altri due numeri come parte della mostra Fanzinoteka. Durante una proiezione al New Museum di New York, a Zedd è stato assegnato l'Acker Award for Lifetime Achievement, un tributo assegnato a "membri della comunità di avanguardie artistiche che hanno dato un contributo eccezionale nella loro disciplina, oppure servito i loro compagni di scrittura e d'arte in modi eccezionali".
Nel 2014, Zedd ha esposto tre film al Museum of Modern Art di New York come parte di una retrospettiva postuma dei film di Christoph Schlingensief, che aveva citato Zedd come una grande influenza sul suo lavoro. Più tardi nel 2014, Zedd ha presentato la sua prima mostra pubblica di dipinti a Città del Messico, in una collettiva curata da Aldo Flores alla Salon Des Aztecas Gallery di Coyoacán. Nel 2015, Zedd ha presentato la sua prima mostra personale di dipinti alla V&S Gallery di Città del Messico. Zedd ha anche girato un corto da 8 mm intitolato Paradise Lost.

### Morte
Zedd è morto in Messico nel 2022, per le complicazioni dell'epatite C, di una cirrosi e di un cancro.

## Filmografia
- They Eat Scum (1979)
- The Bogus Man (1980)
- Geek Maggot Bingo, or: The Freaks from Suckweasel Mountain (1983)
- The Wild World of Lydia Lunch (1983)
- Thrust in Me (1984)
- Kiss Me Goodbye (1985)
- Go to Hell (1985)
- Police State (1987)
- Whoregasm (1988)
- War Is Menstrual Envy (1992)
- Smiling Faces Tell Lies (1995)
- Why Do You Exist (1998)
- Tom Thumb in the Land of the Giants (1999)
- Ecstasy in Entropy (1999)
- I of K9 (2001)
- Elf Panties: The Movie (2001)
- Lord of the Cockrings (2001)
- Thus Spake Zarathustra (2001)
- I Was a Quality of Life Violation (2002)
- Electra Elf: Dance With the Devil (2003)
- Electra Elf: Maggot on a Hot Tin Roof (2003)
- Electra Elf: Old Man & the Sea Monkey (2003)
- Electra Elf: Great Shrunken Expectations (2004)
- Electra Elf: Roof Party (2004)
- Electra Elf: I, Nauseous (2004)
- Electra Elf: Hellbound Heiresses (2004)
- Electra Elf: Deadly Little Trees (2005)
- Electra Elf: Triumph of the Ill (2005)
- Electra Elf: Of Lice and Men (2005)
- Electra Elf: The Beginning Parts One & Two (2005)
- Electra Elf: Don't Worry Bee Happy (2006)
- Electra Elf: Vile Buddies (2006)
- Electra Elf: Battle of the Bands (2006)
- Electra Elf: No Plague Like Home (2007)
- Filthy Rich (2007)
- Electra Elf: We All Scream for Ice Cream (2007)
- Electra Elf: Behind the Scenes (2007)
- Mistakes Hapen (2007)
- Electra Elf: Hollow Be Thy Name (2007)
- Electra Elf: Goin to the Chapel (2007)
- Electra Elf: Gone with the Mind (2008)
- NYC/MEXICO (2011)
- The Birth of Zerak (2011)
- Paintings 2009-11 (2011)
- Frustration/Dr. Shinto (2011)
- Cockfight (2012)
- El Manifiesto Extremista (2013)
- Werewolf Bitches from Outer Space (2014)
- Demonic Sweaters: Love Always Love (2014)